# 米拉菲奧里別墅

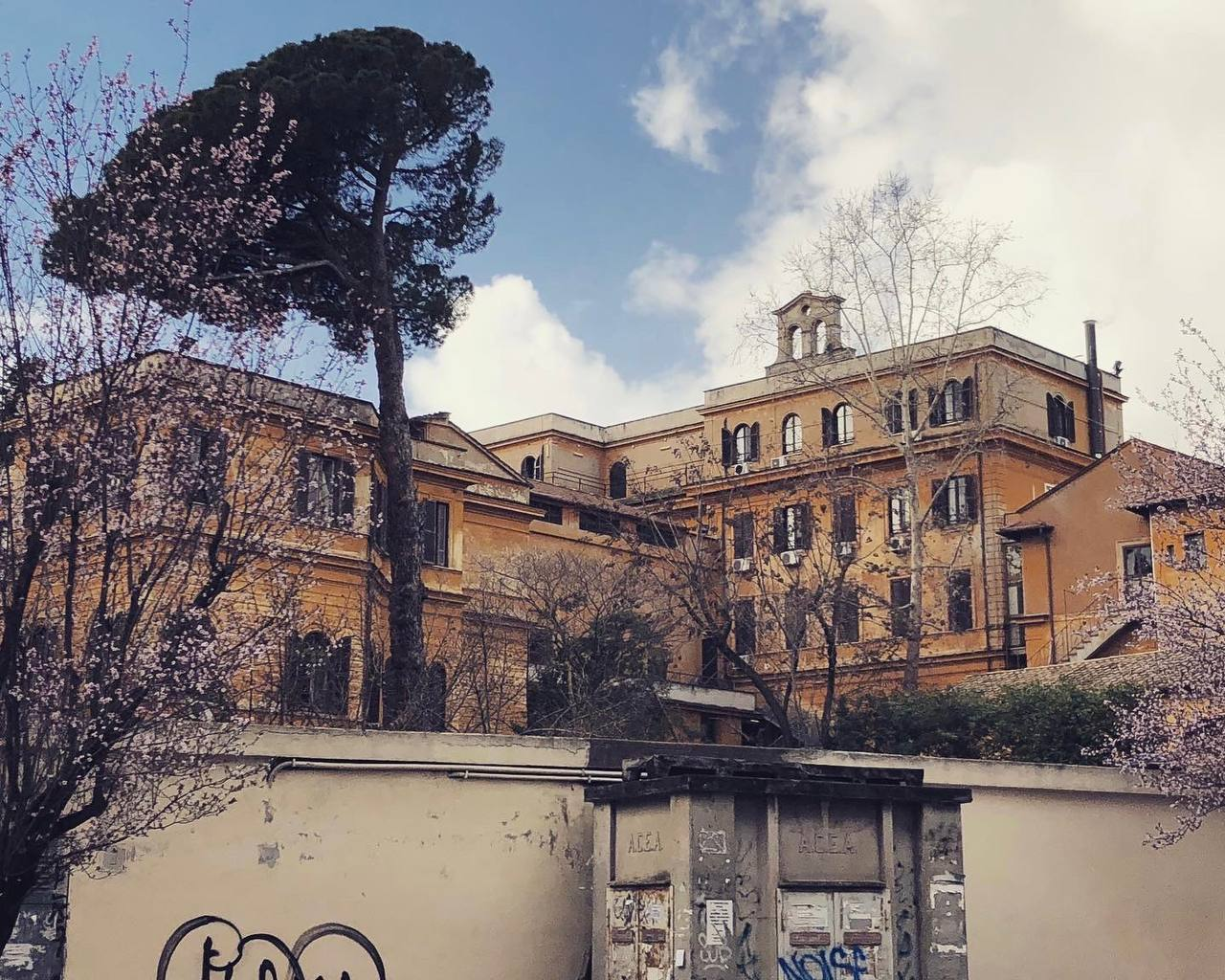
米拉菲奧里別墅

米拉菲奧里別墅 (義大利語: Villa Mirafiori) 是位於羅馬諾門塔納道的一個宮殿及園林。该别墅建于 1874 年至 1878 年间，是国王维托里奥·埃马努埃莱二世情婦，冷泉和米拉菲奧里女伯爵罗莎·特蕾莎·韦尔切拉纳的宅邸，為新文藝復興風格，1975年至今為羅馬大學哲學系以及部分外語系所在地。